# Ladozjski vokzal

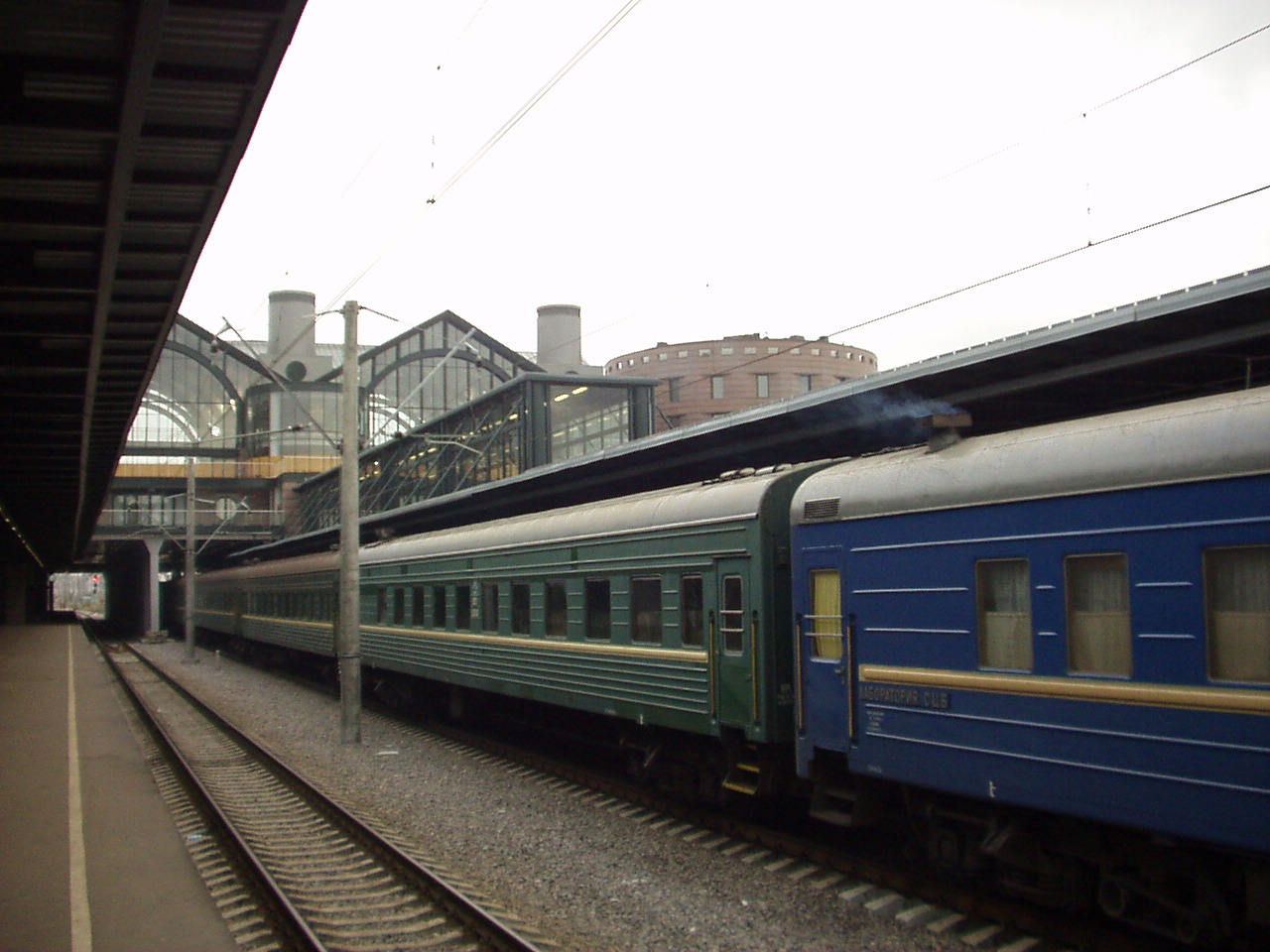
Een trein langs een van de perrons van het Ladozjski vokzal

Het Ladozjski vokzal (Russisch: Ладожский вокзал) ofwel Ladogastation is het nieuwste van de vijf kopstations van Sint-Petersburg. Het station bevindt zich in het oosten van de stad, op de rechteroever van de Neva.
De voorbereidingen voor de bouw van een nieuw spoorwegstation in Leningrad begonnen al in de jaren 1980, maar het project werd bevroren. In 2001 begon de bouw van het door architect Nikita Javejn ontworpen stationscomplex en in 2003 werd het in gebruik genomen. De bouwkosten bedroegen 9 miljard roebel (circa € 250 miljoen). Het station is verdeeld in gescheiden sectoren voor voorstads- en langeafstandstreinen. In het gebouw is tevens de toegang tot het metrostation Ladozjskaja geïntegreerd. Zijn naam dankt het Ladozjski vokzal aan het feit dat tijdens het beleg van de stad gedurende de Tweede Wereldoorlog op de locatie van het station de bevoorradingslijn naar het Ladogameer begon.
Het Ladozjski vokzal bedient bestemmingen ten noorden en oosten van Sint-Petersburg; er vertrekt onder andere een aantal treinen naar Moskou. Per dag kan het station 50 voorstads- en 26 langeafstandstreinen verwerken.
Baltiejski · Finljandski · Ladozjski · Moskovski · Vitebski